# Something for Thee Hotties
Something for Thee Hotties (co-intitulada From Thee Archives) é uma coletânea musical da rapper norte-americana Megan Thee Stallion.
Foi lançada em 29 de outubro de 2021, pela 300 Entertainment e 1501 Certified como um presente de "agradecimento" para a base de fãs de Megan. A coletânea serve como uma coleção de alguns de seus freestyles lançados anteriormente no YouTube, bem como músicas de arquivo inéditas; e as participações de Juicy J, VickeeLo e Dino BTW contribuindo com esquetes. Também inclui "Thot Shit", que foi lançado como single em junho daquele ano. A coletânea foi produzida principalmente por LilJuMadeDaBeat, com contribuições de uma variedade de produtores, incluindo Juicy J, Murda Beatz e J. R. Rotem, entre outros.
A coletânea estreou em quinto lugar na Billboard 200 dos EUA, tornando-se o quarto álbum de Megan Thee Stallion a alcançar o top 10.

## Antecedentes
Em 21 de outubro de 2021, Megan Thee Stallion anunciou a coletânea como seu presente para sua base de fãs que ela chama de "Hotties", dizendo que o projeto contaria com alguns de seus freestyles lançados anteriormente no YouTube que seus fãs estavam pedindo, bem como músicas inéditas de seus arquivos. A lista de faixas foi então revelada em 27 de outubro, inicialmente com quinze faixas, incluindo o single lançado anteriormente "Thot Shit".  A lista de faixas foi então atualizada menos de uma hora antes do lançamento pretendido para a coletânea, com mais 5 faixas, incluindo "Warning", "Kitty Kat" e esquetes interpretadas por Juicy J, VickeeLo e Dino BTW.  A coletânea  foi adiada por algumas horas, eventualmente sendo liberada às 8h na data agendada.
| Críticas profissionais | Críticas profissionais |
| Avaliações da crítica  | Avaliações da crítica  |
| Fonte                  | Avaliação              |
| ---------------------- | ---------------------- |
| Pitchfork              | 7.4/10                 |

Pouco depois do lançamento da coletânea Megan revelou que a maioria das músicas presentes na coletânea foram gravadas ao longo de 2021. Algumas das músicas mais recentes foram gravadas algumas semanas antes do lançamento da coletânea; e as canções mais antigas gravadas foram a Tidal Originals Bless the Booth de 2019, além de "Bae Goals".

## Processo judicial
Depois que o álbum foi publicado, a gravadora 1501 Certified não o reconheceu como um.A  gravadora afirma que o projeto conta com 44:38 minutos de tempo de escuta, o que é menor do que os 45 minutos estipulados no contrato de gravação da rapper, incluindo apenas 29 minutos de material inédito. Também com a desautoridade do projeto, a rapper teria que lançar mais dois álbuns além de Something for Thee Hotties. Em 18 de fevereiro de 2022, a rapper tomou medidas legais contra a gravadora alegando que Something for Thee Hotties atende à definição de um álbum.

## Lista de faixas
| Something for Thee Hotties — Edição padrão |                               | |                                        |         |  |
| N.º                                        | Título                        | Compositor(es) | Produtor(es)                           | Duração |  |
| 1.                                         | "Tuned In Freestyle"          | Megan Pete Terence "Romano" Williams Jordan Houston                                                                   | Romano Juicy J                         | 2:03    |  |
| 2.                                         | "Megan Monday Freestyle"      | Pete Julian "LilJuMadeDaBeat" Mason                                                                                   | LilJuMadeDaBeat                        | 1:53    |  |
| 3.                                         | "Trippy Skit" (com Juicy J)   | Houston |                                        | 1:12    |  |
| 4.                                         | "Southside Forever Freestyle" | Pete Mason Houston | LilJuMadeDaBeat Juicy J                | 2:57    |  |
| 5.                                         | "Outta Town Freestyle"        | Pete Mason | LilJuMadeDaBeat                        | 1:20    |  |
| 6.                                         | "Megan's Piano"               | Pete Mason | Megan Thee Stallion LilJuMadeDaBeat    | 1:53    |  |
| 7.                                         | "VickeeLo and Dino BTW Skit"  | Victoria "VickeeLo" Phillips Darrielle "Dino" Simmons                                                                 |                                        | 1:02    |  |
| 8.                                         | "Eat It"                      | Pete Jahmal "BoogzDaBeast" Gwin FnZ Michael Mulé FnZ Isaac Deboni Murda Beatz Shane Lindstrom OG Parker Joshua Parker | BoogzDaBeast FnZ Murda Beatz OG Parker | 2:25    |  |
| 9.                                         | "All of It"                   | Pete Buddah Bless Tyron Douglas                                                                                       | Buddah Bless Lil Tag                   | 1:53    |  |
| 10.                                        | "Warning"                     | Pete Anthony "HitKidd" Holmes                                                                                         | HitKidd                                | 2:43    |  |
| 11.                                        | "Kitty Kat"                   | Pete Jonathan Rotem                                                                                                   | J. R. Rotem                            | 2:05    |  |
| 12.                                        | "Tina Snow Interlude"         | Pete Mason | LilJuMadeDaBeat                        | 3:04    |  |
| 13.                                        | "God's Favorite"              | Pete Holmes | HitKidd                                | 1:30    |  |
| 14.                                        | "Let Me See It"               | Pete Williams Parker                                                                                                  | Romano OG Parker                       | 3:09    |  |
| 15.                                        | "Opposite Day"                | Pete Holmes | HitKidd                                | 2:14    |  |
| 16.                                        | "Freakend"                    | Pete Matthew "Sean Island" Allen                                                                                      | Sean Island                            | 1:54    |  |
| 17.                                        | "Bae Goals"                   | Pete Douglas | Buddah Bless                           | 2:28    |  |
| 18.                                        | "Pipe Up"                     | Pete Houston | Juicy J                                | 2:49    |  |
| 19.                                        | "Bless the Booth Freestyle"   | Pete Taylor "TGUT" Guttenberg                                                                                         | TGUT                                   | 2:06    |  |
| 20.                                        | "Thot Shit"                   | Pete Mason Parker | LilJuMadeDaBeat OG Parker              | 3:04    |  |
| 21.                                        | "To Thee Hotties"             | Pete |                                        | 0:53    |  |
| Duração total:                             | Duração total:                | Duração total: | Duração total:                         | 44:38   |  |

## Desempenho nas tabelas musicais

### Posições
| Tabela Musical (2021)                 | Melhor Posição |
| ------------------------------------- | -------------- |
| Canadian Albums (Billboard)           | 69             |
| US Billboard 200                      | 5              |
| US Top R&B/Hip-Hop Albums (Billboard) | 3              |